# Paratrichocladius pretorianus
Paratrichocladius pretorianus är en tvåvingeart som först beskrevs av Freeman 1956.  Paratrichocladius pretorianus ingår i släktet Paratrichocladius och familjen fjädermyggor. Inga underarter finns listade i Catalogue of Life.